# جون وجينفر غيبنز
كان التوأم جون وجينفر غيبنز (بالإنجليزية: June and Jennifer Gibbons) (وُلدا في 11 أبريل 1963 - وتوفت جنيفر في مارس 1993) توأمين متطابقين نشأا في ويلز. وتُعد من أحد قصص التوائم في التاريخ البشري، حيث أصبحوا يُعرَفون باسم «التوأم الصامت»؛ وذلك لأنهما كانا لا يتحدثان إلا مع بعضهما البعض، وبلغةٍ غريبة لا يفهمها سواهما، بدأ التوأمان في كتابة أعمال الخيال، ولكن تحولا إلى الجريمة عند ظهور بعض الميول الإجرامية.
ارتكبت الفتاتان عددًا من الجرائم بما في ذلك إشعال الحرائق، مما أدى إلى زجهما في مستشفى برودمور تحت إجراءات أمنية مشددة. حيث مكثتا لمدة 11 عامًا. بعد ذلك اتفقت كلا الأختان أنه في حالة وفاة إحداهما يجب على الأخرى أن تتواصل مع العالم بشكل طبيعي. وفي سن الثلاثين في عام مارس 1993؛ ماتت جينفر إثر التهاب حاد في عضلة القلب، وبعد موتها استطاعت أختها جون التواصل مع الناس ومارست حياتها الطبيعية بعد ذلك.

## الطفولة
كانت جون وجينفر بنات المهاجرَين الكاريبيَين غلوريا وأوبري غيبنز. كانت غلوريا ربة منزل، وعمل أوبري كفني للقوات الجوية. بعد وقت قصير من ولادتهما في بربادوس، انتقلت أسرتهم إلى هافيرفوردويست، ويلز. وكانت الأختان التوأم لا ينفصلان وجعلا بينهم لغة خاصة بهم سريعة للغاية جعلت من الصعب على الناس فهمهم.
وباعتبارهم الأطفال السود الوحيدين في المجتمع، تم نبذهم في المدرسة. وقد ثبت أن ذلك قد تسبب في صدمة للتوائم. واضطر مدير المدرسة يومياً إلى إرسالهما إلى المنزل قبل الموعد المحدد؛ لكي يبعدهما عن مضايقات زملائهم. وحاولت أسرة التوأم أن تعالجهما من تلك المشكلة ولكنهما رفضا أي محاولة. وأصبحت لغتهم أكثر تعقيدا في ذلك الوقت. وغير مفهومة للآخرين. وجسدت لغتهم أو زمزمتهم مثال على الكريبتوفازيا، مع التصرفات المتزامنة، والتي غالبا ما تعكس بعضها البعض. في نهاية المطاف لم تتحدث التوائم إلى أي أحد باستثناء بعضهم البعض وأختهم الصغرى روز.
عندما بلغت التوائم 14 عاما، حاول سلسلة من المعالجين دون جدوى لجعلهم على تواصل مع الآخرين. تم إرسالهم إلى مدارس داخلية منفصلة في محاولة لكسر عزلتهم، ولكن أصبح كل منهما في حالة جمود.

## التعبير الإبداعي
عندما تم جمع شملهما مرة أخرى، قضت التوأمتان عدة سنوات منعزلتين في غرفة نومهما، وتشاركا في مسرحيات معقدة مع الدمى. وخلقا العديد من المسرحيات والقصص في نوع من أسلوب أوبرا الصابون، وقرأتا بعض منها بصوت عال في شرايط كهدايا لأختهما. بدأتا حياتهما في الكتابة بعدما تم إهدائهما زوج من دفاتر يوميات في عيد الميلاد عام 1979. وأُرسلوا إلى دورة ميل في الكتابة الإبداعية، وكتبت كل منهما روايات عدة، حيث مكثتا في البداية في الولايات المتحدة وبالتحديد في ماليبو، كاليفورنيا، وتضمنت القصص الشباب والنساء الذين يُظهِرون سلوكا غريبا غالبا ما يكون إجراميا.
في كتاب إدمان البيبسي كولا لجون، تم إغواء البطل في المدرسة الثانوية من قِبل المعلم، ثم أُرسل بعيدا إلى الإصلاحية. وفي الملاكم لجنيفر، كان الطبيب حريصا جدا على إنقاذ حياة طفله حتى أنه قتل كلب الأسرة للحصول على قلبه لعملية الزرع. وعاشت روح الكلب في الطفل، وانتقامت من الأب في النهاية. كما كتبت جنيفر أيضا ديسكومانيا، وهي قصة امرأة شابة تكتشف أن جو ملهى الرقص المحلي يحرض الزبائن على العنف المجنون. وتابعت جينفر كتاباتها، مثل ابن سائق السيارة الأجرة، ومسرحية إذاعية تسمى ساعي البريد وساعية البريد، والعديد من القصص القصيرة.

## دخول المستشفى
نُشرت رواياتهما من قِبل صحافة النشر الذاتي التي تسمى أفق جديد (New Horizons)، وقد بذلت التوأمتان العديد من المحاولات لبيع القصص القصيرة إلى المجلات، ولكن لم ينجحا. كما كان هناك محاولة قصيرة مع بعض الأولاد الأميركيين، أبناء جندي من القوات البحرية الأميركية، ولكنها لم تؤد إلى أي مكان. وقد ارتكبت الفتاتان عددا من الجرائم بما في ذلك إحراق الممتلكات، مما أدى إلى دخولهما إلى مستشفى برودمور، وهي مستشفى للأمراض النفسية مشددة الأمن. وظلا هناك لمدة 14 عاما. ألقت جون اللوم على هذه العقوبة الطويلة بسبب صمتهم الاختياري حيث قالت: «يحصل المجرمون الأحداث على السجن لمدة سنتين... حصلنا على 12 عام من الجحيم لأننا لم نتكلم... لقد فقدنا الأمل حقا. كتبت رسالة إلى الملكة، وطلبت منها أن تُخرجنا، لكننا كنا محاصرين». كان يتم إعطائهما جرعات عالية من الأدوية المضادة للذهان، ووجدا أنفسهما غير قادرين على التركيز. وأصيبت جنيفر بخلل الحركة المتأخر (اضطراب عصبي يؤدي إلى حركات لا إرادية متكررة). ثم تم تعديل جرعات الأدوية بما يكفي للسماح لهم بمواصلة المذكرات التي بدأوها في عام 1980، وتمكنوا من الانضمام إلى فرقة المستشفى، لكنهم فقدوا معظم شغفهم بالكتابة الإبداعية.
وحصلت القضية على بعض الانتباه بسبب التغطية الصحفية من قِبل الصحفية مارجوري والاس في صحيفة «صنداي تايمز». قدمت الصحيفة البريطانية وصفا موجزا ولكن دقيقا لقصتهما، بعنوان «التوائم العبقرية لن تتحدث» (إشارة واضحة إلى أنه تم اختبر ذكائهم في مستشفى برودمور، ووجد أنه فوق المستوى المتوسط).
كما كان التوأمان موضوع الدراما التلفزيونية «التوائم الصامت» لعام 1986، التي بثت على بي بي سي الثانية كجزء من سلسلة الشاشة الثانية، والقصة الوثائقية التوأم الصامت - بدون ظل، التي بثت على بي بي سي واحد في سبتمبر 1994.

## وفاة جينفر
وفقا لوالاس، اتفق الفتيات أنه إذا توفيت أحدهما، يجب على الأخرى أن تتكلم وتعيش حياة طبيعية. أثناء إقامتهم في المستشفى، بدأوا يعتقدون أنه من الضروري أن تموت أحدهما. وبعد مناقشات كثيرة، وافقت جينيفر على أن تكون الضحية. وفي آذار / مارس 1993، تم نقل التوأمين من برودمور إلى عيادة كازويل الأكثر انفتاحا في بريدجند بولاية ويلز، وعند وصول جنيفر لم يتمكنوا من إيقاظها. تم نقلها إلى المستشفى حيث توفيت بعد وقت قصير بسبب التهاب عضلة القلب الحاد، وهو التهاب مفاجئ للقلب. لم يكن هناك أي دليل على أدوية أو سم في جسمها، ولا تزال وفاتها لغزا. في التحقيق، كشفت جون أن جينفر كانت تتصرف بغرابة لمدة يوم واحد تقريبا قبل الإفراج عنهما، وكان خطابها مبهم، وقالت إنها كانت تموت. وفي الطريق إلى كازويل، نامت في حضن جون وعينيها مفتوحة. وفي زيارة بعد بضعة أيام، قالت والاس أن جون «كانت في مزاج غريب»، حيث قالت: «أنا حرة أخيرا، وأخيرا تخلت جينفر عن حياتها من أجلي».
بعد وفاة جنيفر، أجرت جون مقابلات مع هاربر بازار والغارديان. وبحلول عام 2008، كانت تعيش بهدوء وبشكل مستقل بالقرب من والديها في ويلز الغربية. ولم تعد تخضع للملاحظة من قِبل الأطباء النفسيين، وتم تقبلها من قِبل مجتمعها، وسعت لوضع الماضي وراءها. وكشفت مقابلة أجريت مع شقيقتها غريتا في عام 2016 أن الأسرة كانت تشعر بالقلق الشديد بسبب حبس الفتيات. وألقت باللوم على برودمور لتدمير حياتهم وإهمال صحة جينفر. وكانت قد أرادت رفع دعوى قضائية ضد مستشفى برودمور، ولكن أوبري وجلوريا رفضا، قائلين أن ذلك لن يعيد جينفر مرة أخرى.

## روابط خارجية
- أوليفر ساكس، "Bound Together in Fantasy and Crime" in نيويورك تايمز review of The Silent Twins, 19 October 1986.
- Jennifer Gibbons, 29, 'Silent Twin' of a Study Announcement of Jennifer's death in the New York Times, 12 March 1993.
- de Angelis، April (28 يونيو 2007). "April de Angelis on troubled twins Jennifer and June Gibbons". الغارديان. London: مجموعة الجارديان الإعلامية. ISSN:0261-3077. OCLC:60623878. مؤرشف من الأصل في 2019-03-30. اطلع عليه بتاريخ 2013-07-19.